# Frank McRae
Frank McRae (Memphis, 18 marzo 1941 – Santa Monica, 29 aprile 2021) è stato un attore e giocatore di football americano statunitense.

## Biografia
L'attore afroamericano è stato un giocatore di football americano prima di entrare nel mondo del cinema: ha giocato nei Chicago Bears e nei Los Angeles Rams. Nel cinema, grazie al suo fisico possente ed alla sua altezza (198 cm), ha rivestito spesso ruoli da bullo, da duro o figure di autorità, raramente ha coperto ruoli in alcune commedie. Ha attirato l'attenzione su di sé dopo la comparsa nel film Dillinger del 1973, nel ruolo di Reed Youngblood, personaggio che aiuterà nella fuga Warren Oates. Ha poi rapidamente collezionato piccoli ruoli in altre importanti pellicole della seconda metà degli anni settanta come L'eroe della strada, F.I.S.T., Taverna Paradiso, Un mercoledì da leoni e Rocky II. Per non soffermarsi sempre negli stessi ruoli bruti, ha partecipato a pellicole di altri generi come Miracolo sull'8ª strada, Palle in canna, Sorvegliato speciale e Last Action Hero - L'ultimo grande eroe. McRae è morto il 29 aprile 2021 a causa di un infarto.

## Filmografia

### Cinema
- I diamanti sono pericolosi (Cool Breeze), regia di Barry Pollack (1972) – non accreditato
- Shaft e i mercanti di schiavi (Shaft in Africa), regia di John Guillermin (1973)
- Dillinger, regia di John Milius (1973)
- La rapina più pazza del mondo (Bank Shot), regia di Gower Champion (1974)
- L'eroe della strada (Hard Times), regia di Walter Hill (1975)
- I giorni roventi del poliziotto Buford (Walking Tall Part II), regia di Earl Bellamy (1975)
- Pipe Dreams, regia di Stephen Verona (1976)
- Tracks - lunghi binari della follia (Tracks), regia di Henry Jaglom (1976)
- F.I.S.T., regia di Norman Jewison (1978)
- La fine... della fine (The End), regia di Burt Reynolds (1978)
- Un mercoledì da leoni (Big Wednesday), regia di John Milius (1978)
- Taverna Paradiso (Paradise Alley), regia di Sylvester Stallone (1978)
- Norma Rae, regia di Martin Ritt (1979)
- Rocky II, regia di Sylvester Stallone (1979)
- 1941 - Allarme a Hollywood (1941), regia di Steven Spielberg (1979)
- La fantastica sfida (Used Cars), regia di Robert Zemeckis (1980)
- Cannery Row, regia di David S. Ward (1982)
- 48 ore (48 Hrs.), regia di Walter Hill (1982)
- National Lampoon's Vacation (Vacation), regia di Harold Ramis (1983)
- Alba rossa (Red Dawn), regia di John Milius (1984)
- Miracolo sull'8ª strada (Batteries Not Included), regia di Matthew Robbins (1987)
- Addio al re (Farewell to the King), regia di John Milius (1989)
- 007 - Vendetta privata (Licence to Kill), regia di John Glen (1989)
- Sorvegliato speciale (Lock Up), regia di John Flynn (1989)
- Il piccolo grande mago dei videogames (The Wizard), regia di Todd Holland (1989)
- Ancora 48 ore (Another 48 Hrs.), regia di Walter Hill (1990) – non accreditato
- Palle in canna (National Lampoon's Loaded Weapon 1), regia di Gene Quintano (1993)
- Last Action Hero - L'ultimo grande eroe (Last Action Hero), regia di John McTiernan (1993)
- Jack colpo di fulmine (Lightning Jack), regia di Simon Wincer (1994)
- The Killing Jar, regia di Evan Crooke (1997)
- Mr. P's Dancing Sushi Bar, regia di Hirotaka Tashiro (1998)
- Hijack - Ore contate (Hijack), regia di Worth Keeter (1999)
- One Hell of a Guy, regia di James David Pasternak (2000)
- G-Men from Hell, regia di Christopher Coppola (2000)
- Love's Abiding Joy, regia di Michael Landon Jr. (2006)

### Televisione
- Snatched, regia di Sutton Roley – film TV (1973)
- The Orphan and the Dude, regia di James Frawley – film TV (1975)
- Judgment: The Court Martial of Lieutenant William Calley, regia di Lee Bernhardi e Stanley Kramer – film TV (1975)
- Sulle strade della California (Police Story) – serie TV, episodio 4x09 (1976)
- Racconti della frontiera (The Quest) – serie TV, episodio 1x11 (1976)
- Dog and Cat, regia di Bob Kelljan – film TV (1977)
- Wonder Woman – serie TV, episodio 3x05 (1978)
- Agenzia Rockford (The Rockford Files) – serie TV, episodio 5x05 (1978)
- Quincy (Quincy M.E.) – serie TV, episodio 5x02 (1979)
- Città in fiamme (City in Fear), regia di Jud Taylor e Alan Smithee – film TV (1980)
- Trapper John (Trapper John, M.D.) – serie TV, episodio 5x08 (1983)
- Shooting Stars, regia di Richard Lang – film TV (1983)
- Magnum, P.I. – serie TV, episodio 4x21 (1984)
- Hill Street giorno e notte (Hill Street Blues) – serie TV, episodio 5x14 (1985)
- Ai confini della realtà (The Twilight Zone) – serie TV, episodio 1x25 (1985)
- Hostage Flight, regia di Steven Hilliard Stern – film TV (1985)
- The Return of Mickey Spillane's Mike Hammer, regia di Ray Danton – film TV (1986)
- Doppio identikit (Sketch Artist), regia di Phedon Papamichael – film TV (1992)
- Colombo (Columbo) – serie TV, episodio 10x06 (1992)
- Trouble Shooters: Trapped Beneath the Earth, regia di Bradford May – film TV (1993)
- Asteroid, regia di Bradford May – film TV (1997)
- Houdini, regia di Pen Densham – film TV (1998)
- Cory the Clown – serie TV, episodi sconosciuti (2000)
- E.R. - Medici in prima linea (ER) – serie TV, episodi 10x04-10x05 (2003)
- Una famiglia nel West - Un nuovo inizio (Love's Long Journey), regia di Michael Landon Jr. – film TV (2005)

## Doppiatori italiani
Nelle versioni in italiano delle opere in cui ha recitato, Frank McRae è stato doppiato da:
- Glauco Onorato in Shaft e i mercanti di schiavi
- Sergio Fiorentini in 48 ore
- Massimo Cinque in National Lampoon's Vacation
- Raffaele Uzzi in Alba rossa
- Gigi Angelillo in Miracolo sull'8ª strada
- Elio Zamuto in Sorvegliato speciale
- Angelo Nicotra in Addio al re
- Claudio Fattoretto in 007 - Vendetta privata
- Renato Mori in Last Action Hero - L'ultimo grande eroe
- Bruno Alessandro in Palle in canna
- Ennio Coltorti in Asteroid